# Amphinemura pseudoleuteipes
Amphinemura pseudoleuteipes är en bäcksländeart som beskrevs av Aubert 1967. Amphinemura pseudoleuteipes ingår i släktet Amphinemura och familjen kryssbäcksländor. Inga underarter finns listade i Catalogue of Life.